# وزارة المالية (إندونيسيا)
وزارة المالية الإندونيسية هي وزارة حكومية إندونيسية مسؤولة عن الشؤون المالية والأصول الحكومية. وزير المالية مسؤول أمام الرئيس. شعار الوزارة هو ناغارا دانا راشا، وهو ما يعني «الوصيّ على تمويل الدولة».

## التاريخ

### الفترة الاستعمارية
تّم منح شركة الهند الشرقية الهولنديّة أوكترووي لطباعة النقود أثناء حكم الحاكم العام جان بيترززون كوين. منذ القرن السابع عشر زادت شركة الهند الشرقية الهولندية من إيرادات الدولة. رفعت الشركة إيرادات الدولة من خلال الالتزام بتسليم المنتجات الزراعية، والقيود المفروضة على الإنتاج الزراعي مما زاد من السعر، والالتزام بزراعة المنتجات الزراعية الاستراتيجية مثل القهوة.
عندما استولى البريطانيون على الهند الشرقيّة الهولندية كجزء من حرب التحالف السادس وعينوا ستامفورد رافلز ملازمًا، بدأ الإصلاح من خلال ضريبة الأراضي، والتي غيرت النظام الهولندي السابق، لتمكين الجمهور من شراء البريطانيين المنتجات باستعمال المال. فشل هذا الإصلاح في إدخال نظام نقدي موحد بسبب عدم وجود دعم من الطبقة الأرستقراطية المحلية وعدم كفاية المعرفة العامة بالأموال وحساب الضرائب.
بعد حروب نابليون أعاد البريطانيون شرق الهند إلى الهولنديّيّن بموجب المعاهدة الأنجلو-هولندية لعام 1814. استأنف الحاكم العام دو بوس التنمية الاقتصادية وأنشأ بنك دي جافاش كجزء من إصلاح نظام الدفع والسداد المالي. في عام 1836 قدم فان دن بوش المزارع القسرية لإنتاج منتجات مفضلة عالميًا. حلت المزارع القسرية محل نظام ضريبة الأراضي وتهدف إلى إدخال الاقتصاد النقدي إلى المجتمع. كان للزراعة القسرية والعمل القسري تأثير كاف لإدخال الاقتصاد النقدي.
تحولت سياسة الحكومة إلى الاقتصاد الليبرالي. تم تنفيذ هذه السّياسة باسم «دعه يعمل، دعه يمر»، حيث تم تحويل المسؤولية الاقتصادية إلى القطاع الخاص. تم إنشاء إدارة الشؤون المالية (إدارة الشؤون المالية) لتنسيق وتطوير ودعم الإدارة المالية. تم القيام بالإدارة المالية المركزية لتسهيل إدارة إيرادات الدولة ونفقاتها.
وضعت الحرب العالمية الثانية الحكومة الاستعمارية الهولندية في موقف صعب. قبل الغزو الياباني قام رئيس بنك دي جافاش الدكتور جي. جي. فان توتينغا بإرسال ودائع من الذهب إلى جنوب إفريقيا وأستراليا من شيلاشاب. فرضت الحكومة الاستعمارية اليابانية استسلام البنك البريطاني والهولندي والصيني وأخذت أموال الغزو، تسببت الحرب في أزمة مالية.

## الاستقلال المبكر
بعد استسلام اليابان لقوات الحلفاء في أغسطس 1945، أعلنت إندونيسيا استقلالها. كان الوضع الاقتصادي سيئًا بسبب ارتفاع معدل التضخم (بسبب تداول أموال بنك دي جافاش، وأموال جزر الهند الشرقية الهولندية، والين الياباني). لدى الدكتور سامسي بصفته وزيراً للمالية معلومات تفيد بأن بنك اسكومبتو في سورابايا كان لديه أموال احتياطي من الحكومة الاستعمارية الهولندية.

## المهام والوظائف

### المهام
لإدارة الحكم من حيث تمويل الدولة من أجل مساعدة الرئيس في إدارة حوكمة الدولة.

### الوظائف
صياغة وتحديد وتنفيذ السياسات من حيث الميزانية والضرائب والجمارك والمكوس والخزانة وإدارة أصول الدولة والتوازن المالي وتمويل الميزانية وإدارة المخاطر، وصياغة التوصيات وتقديمها في سياسات القطاع المالي والمالي، وتنسيق مهام التنفيذ وتطوير وتوفير الدعم الإداري لعناصر المنظمة بأكملها في وزارة المالية، بالإضافة إلى إدارة ممتلكات وأصول الدولة الواقعة تحت مسؤولية وزارة المالية، والإشراف على تنفيذ المهام في وزارة المالية ؛ تقديم التوجيه الفني والإشراف على شؤون وزير المالية في المناطق، وتنفيذ الأنشطة الفنية من المركزية إلى المناطق، وعقد برامج التعليم والتدريب، وإعطاء شهادة الكفاءة من حيث تمويل الدولة، وتقديم دعم كبير لعناصر المنظمة بأكملها في وزارة المالي.